# George Gershwin
George Gershwin, ursprungligen Jacob Gershwine, född 26 september 1898 i Brooklyn i New York, död 11 juli 1937 i Los Angeles, Kalifornien, var en amerikansk kompositör och pianist.
Hans intresse för musik uppstod när hans familj skaffade ett piano. Gershwins första stora hit var låten Swanee från 1919, som sjöngs in av Al Jolson. Innan dess hade han bland annat skrivit en cirka halvtimmen lång opera med titeln Blue Monday.
Till Gershwins mest berömda verk räknas Rhapsody in Blue (1924; specialskriven för Paul Whitemans orkester), An American in Paris (1928) och operan Porgy och Bess (1935).
Tillsammans med sin bror Ira Gershwin (textförfattare) skrev han även otaliga evergreens inom den amerikanska sångrepertoaren, till exempel Someone to Watch Over Me, Let's Call the Whole Thing Off och Strike Up the Band. Ella Fitzgerald bidrog med sina tolkningar av deras sånger, från 1950-talet och framåt, till att göra dem odödliga.
Gershwin avled av en hjärntumör 1937. Hans liv skildras i filmen Rhapsody in Blue (1945), i regi av Irving Rapper och med Robert Alda i rollen som Gershwin.

## Eftermäle
Asteroiden 8249 Gershwin är uppkallad efter honom.